# Naso minor
Naso minor är en fiskart som först beskrevs av Smith, 1966.  Naso minor ingår i släktet Naso och familjen Acanthuridae. IUCN kategoriserar arten globalt som livskraftig. Inga underarter finns listade i Catalogue of Life.